# Nathan Fillion
Nathan Christopher Fillion (Edmonton, 27 maart 1971) is een Canadees-Amerikaans acteur. Hij won in zowel 2012 als 2013 de People's Choice Award voor favoriete acteur in een dramaserie voor zijn rol als Richard 'Rick' Castle in Castle.

## Biografie

### Leven
Fillion is een zoon van Cookie en Bob Fillion (beiden leraar Engels). Hij heeft een oudere broer, Jeff, en studeerde aan de Concordia University of Alberta en de University of Alberta. In 1997 werd Fillion Amerikaans staatsburger.

### Carrière
Nadat hij in verschillende theatershows, televisie- en filmproducties werkte (onder andere theatersport met Rapid Fire Theatre en de improvisatiesoap Die-Nasty, verhuisde Fillion in 1994 naar New York. Daar speelde hij in de soapserie One Life to Live als Joey Buchanan. In 1996 werd hij hiervoor genomineerd voor een Emmy Award in de categorie Outstanding Younger Actor. In 1997 stopte hij met de serie om zich bezig te houden met andere projecten (hij deed nog één klein gastoptreden in 2007). Nadat hij verhuisde naar Los Angeles speelde hij een rol in de sitcom Two Guys, a Girl and a Pizza Place en is hij gecast als James Frederick Ryan of The Minnesota Ryan in Steven Spielbergs film Saving Private Ryan.
In 2002 speelde Fillion Captain Malcom Reynolds in Joss Whedons sciencefictionserie Firefly. Hiervoor won hij de Cinescape Genre Face of the Future - Male-award van de Academy of Science Fiction, Fantasy & Horror Films in Amerika. Fillion won ook de SyFy Genre Awards in 2006 voor Best Actor/Television en was runner up voor Best Actor/Movie. Ondanks dat de show van de buis gehaald was, verscheen er een bioscoopfilm van. Fillion speelde Captain Malcom Reynolds deze film, Serenity uit 2005, van Whedon. Whedon kende Fillion nog van diens terugkerende rol als Caleb in het zevende en laatste seizoen van zijn televisieserie Buffy the Vampire Slayer. In het vierde seizoen van Desperate Housewives speelde hij de rol van Adam Mayfair.
In 2009 is hij te zien op de Nederlandse televisie in de serie Castle, waarin Fillion een schrijver speelt die meeloopt met een moordonderzoekteam voor inspiratie.
Nathan Fillion was verder te zien in een parodie-pornowebvideo op Spike genaamd "Nailing Your Wife" en in gastrollen in de webseries The Guild en Husbands en in Con Man (2015-2016).
Hij speelde als het terugkerende Space Western-personage Cactoid Jim in de podcast-liveshow The Thrilling Adventure Hour (2011) en in de onafhankelijke film Much Ado About Nothing (2012),
In februari 2018 werd Fillion gecast als John Nolan in de ABC tv-serie The Rookie, die werd gemaakt door voormalig Castle-uitvoerend producent Alexi Hawley.

### Stemmen
Fillion was stemacteur in de animatieserie King of the Hill uit 2001, in de video game Jade Empire (als de stem van Gao the Lesser) en in de animatieserie Justice League Unlimited (als Vigilante in de aflevering "Hunter's Moon" en "Patriot Act") in 2005 en 2006. Fillion speelde in James Gunns horrorfilm Slither uit 2006. Voor zijn rol als Bill Pardy kreeg hij een 2006 Fangoria Chainsaw Award-nominatie in de categorie Dude You don't Wanna Mess With. Fillion speelde in de romantische komedie Waitress, geschreven en geregisseerd door Adrienne Shelly. Waitress ging op 21 januari 2007 in première op het Sundance Film Festival. Fillion speelde in White Noise 2: The Light en in een aflevering van Lost (seizoen 2006-2007), als Kevin (Kates ex-man).
In oktober 2006 tekende Fillion een contract bij de Fox Broadcasting Company en in december 2006 kwam The Hollywood Reporter naar buiten met het nieuws dat Fillion gecast was voor de hoofdrol Alex Tully in de serie Drive (welke in de lente van 2007 voor het eerst te zien was). Drive is bedacht door Fillions vriend en Angel en Firefly-schrijver Tim Minear.
Fillions eenmalige terugkeer als Joey in de 10.000e aflevering van One Life to Live was op 17 augustus 2007.
Fillion is stemacteur in de rol van Marine Sergeant in Halo 3 op de Xbox 360. Hij wordt hierbij geassisteerd door Adam Baldwin en Alan Tudyk die ook beiden stemmen doen voor mariniers. Op een gegeven moment in het begin van de eerste missie, identificeert hij zichzelf als "Sergeant Reynolds" over de radio. Dit refereert aan de naam van zijn karakter in de televisieserie Firefly. Alle drie de acteurs hebben persoonlijkheden in het spel die overeenkomen met die van hun Firefly-karakters.
Fillion stond in People Magazines Sexy Men-uitgave in de categorie "Domestic Bliss/Guys Worth Running Home To" oftewel "Veilige man".
In 2008 speelde Fillion Captain Hammer in Joss Whedons webmusical Dr. Horrible's Sing-Along Blog, waarin hij een zingende superheld speelt die de plannen van Dr. Horrible, gespeeld door Neil Patrick Harris, probeert te dwarsbomen.
Fillion is stemacteur voor Buck in het spel Halo 3: ODST en voor Cayde-6 in het spel Destiny.

## Filmografie
- Strange and Rich - Walter Hoade (1994)
- Saving Private Ryan - Pvt. James Frederick 'Minnesota' Ryan (1998)
- Blast from the Past - Cliff (1999)
- Dracula 2000 - Pater David (2000)
- Water's Edge - Robert Graves (2003)
- Outing Riley - Luke Riley (2004)
- Serenity - Malcolm 'Mal' Reynolds (2005)
- Slither - Bill Pardy (2006)
- White Noise: The Light - Abe Dale (2007)
- Waitress - Dr. Jim Pomatter (2007)
- Trucker - Runner (2008)
- Wonder Woman - Steve Trevor (stemrol) (2009)
- Super - The Holy Avenger (2010)
- Green Lantern: Emerald Knights - Hal Jordan/Green Lantern (stemrol) (2011)
- Justice League: Doom - Hal Jordan/Green Lantern (stemrol) (2012)
- The Patriot of America - Kapitein James Slade (stemrol) (2012)
- Much Ado About Nothing - Dogberry (2012)
- Monsters University - Johnny Worthington III (stemrol) (2013)
- Justice League: The Flashpoint Paradox - Hal Jordan/Green Lantern (stemrol) (2013)
- Percy Jackson: Sea of Monsters - Hermes (2013)
- Guardians of the Galaxy - Monsterlijke gevangene (stemrol) (2014)
- Justice League: Throne of Atlantis - Hal Jordan/Green Lantern (stemrol) (2015)
- Santa Clarita Diet
- Cars 3 - Sterling (stemrol) (2017)
- The Suicide Squad - T.D.K. (2021)
- Guardians of the Galaxy Vol. 3 - Master Karja (2023)
- Deadpool & Wolverine - Wade Wilson / Headpool (2024)
- Superman - Guy Gardner / Green Lantern (2025)

### Televisie
*Exclusief eenmalige gastrollen
- Ordeal in the Arctic - Master Warrant Officer Tom Jardine (1993) (televisiefilm)
- One Life to Live - Joey Riley Buchanan (1994–1997); (2007)
- Two Guys and a Girl - Johnny Donnelly (1998–2001) (60 episodes)
- Pasadena - Rev. Glenn Collins (2002) (3 episodes)
- Firefly - Malcolm 'Mal' Reynolds (2002–2003) (14 episodes)
- Buffy the Vampire Slayer - Caleb / First Evil (2003) (5 episodes)
- Miss Match - Adam Logan (2003) (6 episodes)
- Justice League Unlimited - Vigilante (stemrol) (2005–2006) (3 episodes)
- Drive - Alex Tully (2007) (6 episodes)
- Robot Chicken - Verschillende stemrollen (2007–2014) (5 episodes)
- Desperate Housewives - Dr. Adam Mayfair (2007–2008) (12 episodes)
- Castle - Richard Castle (2009–2016) (173 episodes)
- American Dad! - Joel Larson / Joe Kidney / American Businessman Klaus (stemrol) (2012) (2 episodes)
- Community - Bob Waite (2014–2015) (2 episodes)
- Gravity Falls - Preston Northwest (stemrol) (2014–2015) (3 episodes)
- Modern Family - Rainer Shine (2016–2018) (7 episodes)
- A Series of Unfortunate Events - Jacques Snicket (2017–2018)
- Big Mouth - Nathan Fillion (2017–2021) (8 episodes)
- The Rookie - John Nolan (2018–)
- Monsters at Work - Johnny Worthington III (stemrol in 8 episodes) (2024)